# بوليفار (مترو باريس)
بوليفار (بالفرنسية: Bolivar)‏ هي محطة مترو تابعة لمترو باريس تقع في فرنسا في الدائرة التاسعة عشرة في باريس.[بحاجة لمصدر]